# Emotional Rescue
Emotional Rescue – piętnasty w Wielkiej Brytanii i siedemnasty w Stanach Zjednoczonych album grupy The Rolling Stones.

## Lista utworów
| 1.  | „Dance (Pt. 1)” (Mick Jagger/Keith Richards/Ron Wood) | 4:23  |
|     |                                                       |       |
| 2.  | „Summer Romance”                                      | 3:16  |
|     |                                                       |       |
| 3.  | „Send It to Me”                                       | 3:43  |
|     |                                                       |       |
| 4.  | „Let Me Go”                                           | 3:50  |
|     |                                                       |       |
| 5.  | „Indian Girl”                                         | 4:23  |
|     |                                                       |       |
| 6.  | „Where the Boys Go”                                   | 3:29  |
|     |                                                       |       |
| 7.  | „Down in the Hole”                                    | 3:58  |
|     |                                                       |       |
| 8.  | „Emotional Rescue”                                    | 5:39  |
|     |                                                       |       |
| 9.  | „She’s So Cold”                                       | 4:14  |
|     |                                                       |       |
| 10. | „All About You”                                       | 4:18  |
|     |                                                       |       |
|     |                                                       | 41:13 |
|     |                                                       |       |

## Muzycy
- Mick Jagger – śpiew, śpiew towarzyszący, elektryczna gitara, pianino, elektryczne pianino
- Keith Richards – śpiew towarzyszący, elektryczna gitara, śpiew, akustyczna gitara, gitara basowa, pianino
- Charlie Watts – perkusja
- Ron Wood – elektryczna gitara, śpiew towarzyszący, gitara, akustyczna gitara, gitara slide, elektryczna gitara hawajska, gitara basowa
- Bill Wyman – gitara basowa, syntezator
- Sugar Blue – harmonijka
- Nicky Hopkins – pianino, ksylofon
- Bobby Keys – saksofon
- Billy Preston – klarnet
- Max Romeo – śpiew towarzyszący
- Michael Shrieve – perkusja
- Ian Stewart – pianino, elektryczne pianino, perkusja

## Listy przebojów
Album
| Rok  | Lista                | Pozycja |
| ---- | -------------------- | ------- |
| 1980 | UK Top 75 Albums     | 1       |
| 1980 | Billboard Pop Albums | 1       |
| 1981 | Billboard Pop Albums | 77      |

Single
| Rok  | Single                                       | Lista                 | Pozycja |
| ---- | -------------------------------------------- | --------------------- | ------- |
| 1980 | „Emotional Rescue”                           | UK Top 75 Singles     | 9       |
| 1980 | „Emotional Rescue”                           | The Billboard Hot 100 | 3       |
| 1980 | „Emotional Rescue/Dance Pt. 1/She’s So Cold” | Club Play Singles     | 9       |
| 1980 | „She’s So Cold”                              | UK Top 75 Singles     | 33      |
| 1980 | „She’s So Cold”                              | The Billboard Hot 100 | 26      |

## Certyfikaty i sprzedaż
| Kraj                     | Certyfikat         | Sprzedaż   |
| ------------------------ | ------------------ | ---------- |
| Holandia (NVPI)          | złota płyta        | 50 000+    |
| Nowa Zelandia (RMNZ)     | platynowa płyta    | 15 000+    |
| Stany Zjednoczone (RIAA) | 2x platynowa płyta | 2 000 000+ |
| Wielka Brytania (BPI)    | złota płyta        | 100 000+   |